# Torneo de la Comunidad de Madrid de baloncesto
El Torneo ACB de la Comunidad Autónoma de Madrid, o simplemente Torneo CAM por el acrónimo de la comunidad, fue un torneo regional de baloncesto de Madrid (España). Organizado por la ACB y la Federación Madrileña de Baloncesto desde su instauración en la temporada 1984-85, en la que competían los equipos madrileños de la comunidad que disputaban la máxima categoría del baloncesto nacional, la Liga ACB, siendo el Real Madrid y el Club Baloncesto Estudiantes los únicos equipos que disputaron todas las ediciones del torneo.
El Real Madrid es el club más laureado con veinte títulos.
Fue la competición sucesora del torneo regional (Castilla la Vieja) organizado por el Diario Marca, y éste a su vez del Campeonato de Castilla de Baloncesto, siendo el Real Madrid el más laureado con un total de 39 títulos de campeón regional.
La última temporada, hasta el momento, fue la edición de 2013-14, no volviéndose a disputar desde entonces.

## Historial
La edición 2014/15 no se celebró debido a problemas de calendario y organización, siendo la primera vez que se interrumpió la citada competición desde su aparición. No ha vuelto a reanudarse. 
| Año  | Sede              | Campeón     | Subcampeón       | Partidos                                |
| ---- | ----------------- | ----------- | ---------------- | --------------------------------------- |
| 1984 | Collado Villalba  | Real Madrid | Estudiantes      | 101–72                                  |
| 1985 | SS Reyes          | Real Madrid | Estudiantes      | 101–79                                  |
| 1986 | Madrid            | Real Madrid | Estudiantes      | 95–92                                   |
| 1987 | Madrid            | Real Madrid | Estudiantes      | 102–87                                  |
| 1988 | Madrid            | Estudiantes | Real Madrid      | 82–78                                   |
| 1989 | Madrid            | Real Madrid | Estudiantes      | RM 96–85 EST RM 93–65 CV EST 111–83 CV  |
| 1990 | Madrid            | Estudiantes | Collado Villalba | EST 86–82 CV CV 77–61 RM RM 68–92 EST   |
| 1991 | Madrid            | Real Madrid | Estudiantes      | RM 80–76 EST RM 101–95 CV EST 95–68 CV  |
| 1992 | Madrid            | Estudiantes | Real Madrid      | EST 65–76 RM RM 68–54 EST               |
| 1993 | Madrid            | Estudiantes | Real Madrid      | 78–69                                   |
| 1994 | Madrid            | Real Madrid | Estudiantes      | EST 79–81 RM RM 100–91 EST              |
| 1995 | Madrid            | Real Madrid | Estudiantes      | 100–92                                  |
| 1996 | Madrid            | Estudiantes | Real Madrid      | RM 51–30 FUE EST 40–27 FUE EST 48–44 RM |
| 1997 | Madrid            | Real Madrid | Estudiantes      | 87–75                                   |
| 1998 | Torrejón de Ardoz | Fuenlabrada | Real Madrid      | FUE 91–80 RM EST 88–87 FUE RM 79–73 EST |
| 1999 | Torrejón de Ardoz | Estudiantes | Real Madrid      | EST 77–69 RM EST 90–74 FUE FUE 75–91 RM |
| 2000 | Torrejón de Ardoz | Real Madrid | Fuenlabrada      | RM 90–69 FUE FUE 76–75 EST RM 93–89 EST |
| 2001 | Arganda del Rey   | Estudiantes | Real Madrid      | EST 97–96 FUE FUE 49–93 RM EST 95–82 RM |
| 2002 | Arganda del Rey   | Estudiantes | Fuenlabrada      | EST 80–73 FUE FUE 68–67 RM EST 83–72 RM |

| Año  | Sede               | Campeón     | Subcampeón  | Partidos                                 |
| ---- | ------------------ | ----------- | ----------- | ---------------------------------------- |
| 2003 | Torrejón de Ardoz  | Estudiantes | Real Madrid | RM 84–82 FUE EST 108–89 FUE EST 90–74 RM |
| 2004 | Torrejón de Ardoz  | Real Madrid | Estudiantes | 81–69                                    |
| 2005 | Pinto              | Real Madrid | Fuenlabrada | EST 77–76 FUE FUE 70–67 RM RM 92–70 EST  |
| 2006 | Pinto              | Real Madrid | Fuenlabrada | RM 78–61 FUE FUE 67–54 EST RM 69–57 EST  |
| 2007 | Alcobendas         | Real Madrid | Fuenlabrada | EST 72–76 FUE FUE 62–71 RM RM 70–60 EST  |
| 2008 | Alcobendas         | Real Madrid | Estudiantes | EST 75–59 FUE FUE 69–63 RM RM 75–59 EST  |
| 2009 | Alcobendas         | Real Madrid | Fuenlabrada | RM 65–59 FUE EST 75–79 FUE RM 78–70 EST  |
| 2010 | Fuenlabrada Madrid | Real Madrid | Fuenlabrada | FUE 78–76 EST FUE 81–85 RM EST 79–84 RM  |
| 2011 | Leganés            | Real Madrid | Estudiantes | FUE 62–81 RM EST 70–68 FUE RM 79–68 EST  |
| 2012 | Leganés            | Real Madrid | Estudiantes | 71–60                                    |
| 2013 | Leganés            | Real Madrid | Estudiantes | 86–69                                    |

## Títulos
- 20 títulos Real Madrid CF: 1984/85, 1985/86, 1986/87, 1987/88, 1989/90, 1991/92, 1994/95, 1995/96, 1997/98, 2000/01, 2004/05, 2005/06, 2006/07, 2007/08, 2008/09, 2009/10, 2010/11, 2011/12, 2012/13, 2013/14.
- 9 títulos Club Baloncesto Estudiantes: 1988/89, 1990/91, 1992/93, 1993/94, 1996/97, 1999/00, 2001/02, 2002/03, 2003/04.
- 1 título Baloncesto Fuenlabrada: 1998/99.